# سیدوروفکا
سیدوروفکا (انگلیسی: Sidorovka) یک شهرک در شهرستان داولکانوفسکی در استان باشقیرستان کشور روسیه است.